# Karin Tuolja
Karin Ingegärd Tuolja, född 10 oktober 1946 i Jokkmokks församling, Norrbottens län, är en samisk lärare, översättare, läromedelsutvecklare och språkexaminator bosatt i Sverige. Hon är en nyckelperson inom det lulesamiska språkets sfär, liksom i språksamarbetet mellan Sverige och Norge. Hon har bidragit till utvecklingen av samiskt ordförråd och terminologi, till exempel i samband med bibelöversättning.
Tillsammans med Susanna Angéus Kuoljok har Tuolja utarbetat den svenska luleasamiska grundskoleboken Giellaj hilá (första upplagan 1999). Utifrån denna lärobok har en onlinekurs i luleamiska utarbetats.
Tuolja fick 2018 det samiska Gollegiellapriset, tillsammans med barnsamiska läraren Jekaterina Metškina.

## Biografi (urval)
- Tuolja Karin, red (1987) (på lulesamiska). Mälggat la dat rájes. Umeå: Avd. för samiska, Univ. Libris 719285
- Tuolja, Karin; Angéus Kuoljok Susanna (1999). Giellaj hilá. Jokkmokk: Samernas utbildningscentrum. ISBN 9197381500